# Notsodipus renmark
Notsodipus renmark là một loài nhện trong họ Lamponidae. Loài này được phát hiện ở Nam Úc tại Victoria